# Prionopaltis
Prionopaltis is een geslacht van vlinders van de familie van de grasmotten (Crambidae), uit de onderfamilie van de Spilomelinae. De wetenschappelijke naam voor dit geslacht is voor het eerst gepubliceerd in 1892 door William Warren. Warren beschreef ook de eerste soort uit het geslacht, Prionopaltis sericea uit India, die als typesoort is aangeduid.

## Soorten
- P. consocia Warren, 1892
- P. sericea Warren, 1892
- P. subdentalis Swinhoe, 1894